# Großweikersdorf
Großweikersdorf je městys v Rakousku ve spolkové zemi Dolní Rakousy v okrese Tulln.

## Geografie

### Geografická poloha
Großweikersdorf se nachází ve spolkové zemi Dolní Rakousy v regionu Weinviertel. Rozloha území městyse činí 43,41 km², z nichž 8,5 % je zalesněných.

### Části obce
Území městyse Großweikersdorf se skládá ze sedmi částí (v závorce uveden počet obyvatel k 1. 1. 2015):
- Ameistal (154)
- Baumgarten am Wagram (187)
- Großweikersdorf (1 714)
- Großwiesendorf (268)
- Kleinwiesendorf (183)
- Ruppersthal (422)
- Tiefenthal (155)

### Sousední obce
- na severu: Ziersdorf, Heldenberg
- na východu: Rußbach
- na jihu: Absdorf, Königsbrunn am Wagram
- na západu: Kirchberg am Wagram, Großriedenthal

## Politika

### Obecní zastupitelstvo
Obecní zastupitelstvo se skládá z 23 členů. Od komunálních voleb v roce 2015 zastávají následující strany tyto mandáty:
- 15 ÖVP
- 6 SPÖ
- 2 FPÖ

### Starosta
Nynějším starostou městyse Großweikersdorf je Alois Zetsch ze strany ÖVP.

## Galerie

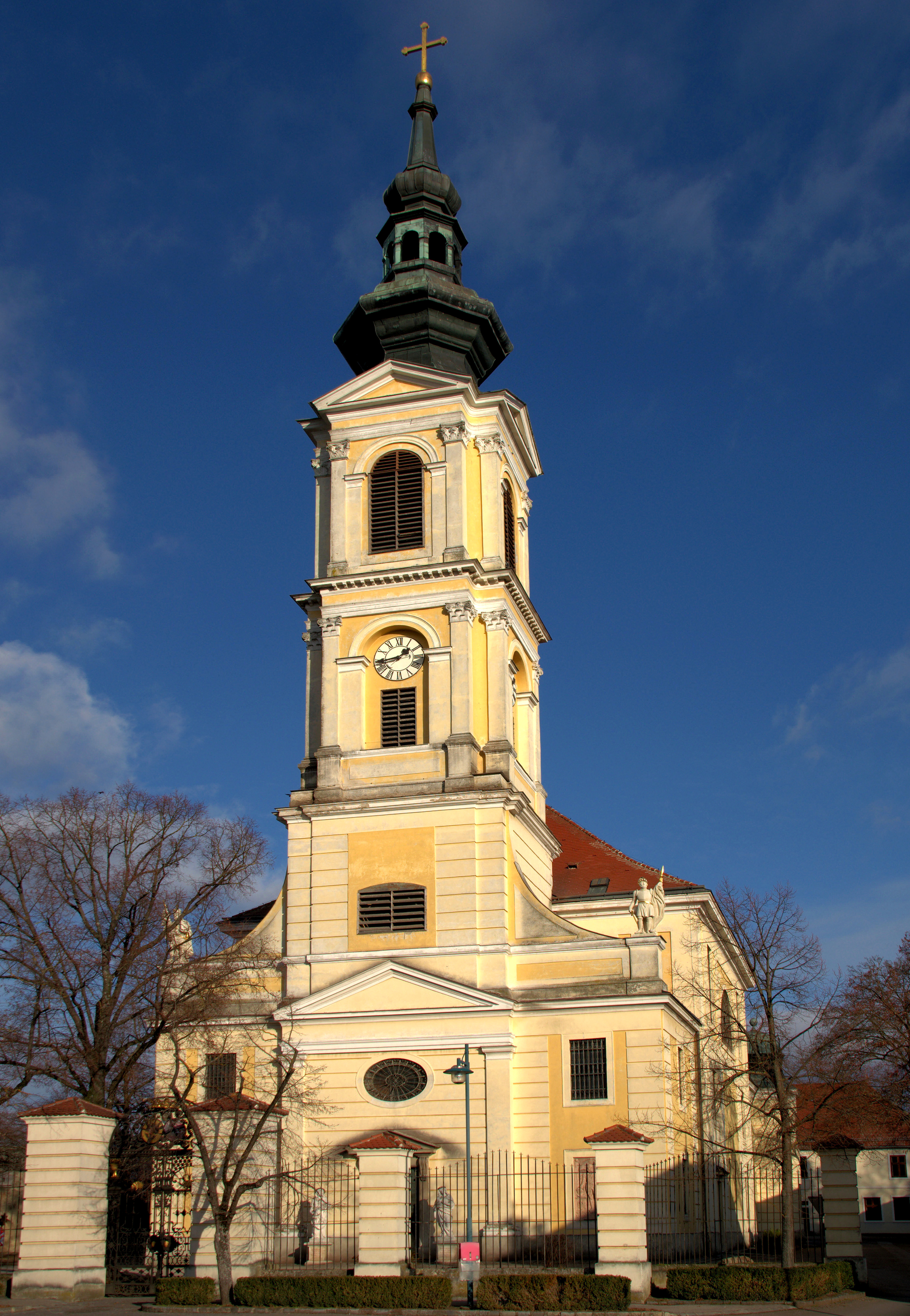
Farní kostel svatého Jiří v Großweikersdorfu
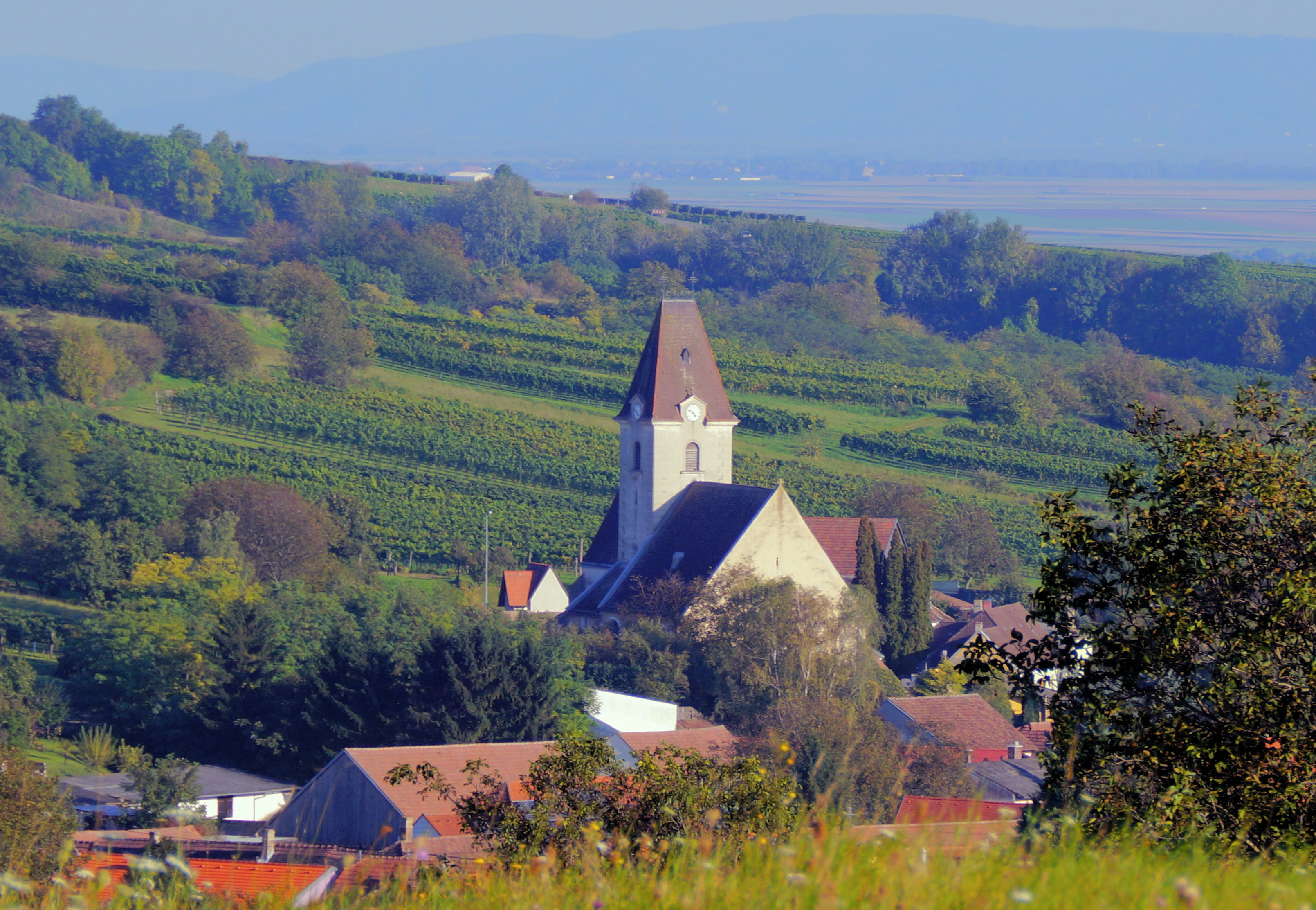
Ruppersthal
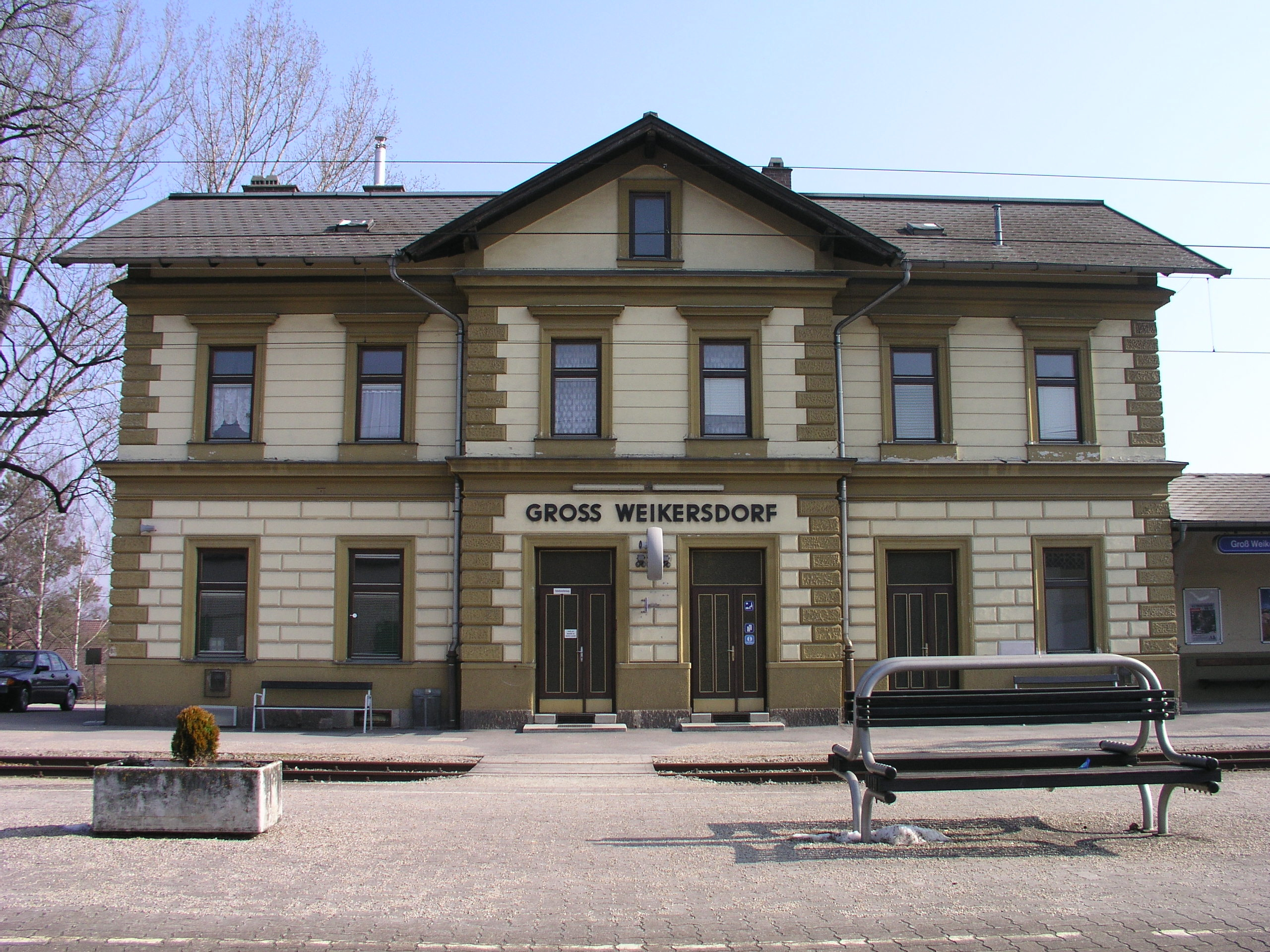
Vlakové nádraží v Großweikersdorfu
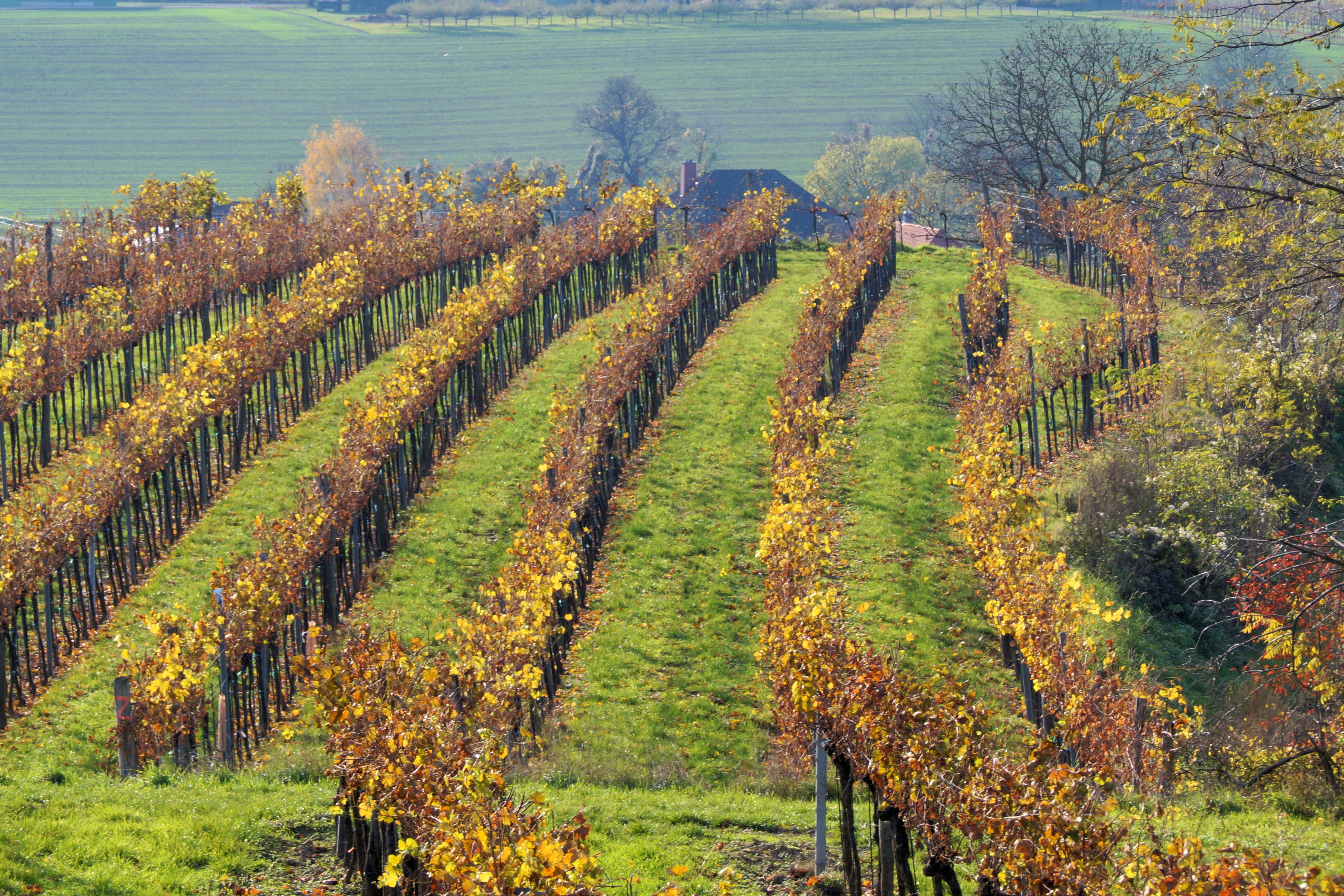
Vinice u Ruppersthalu
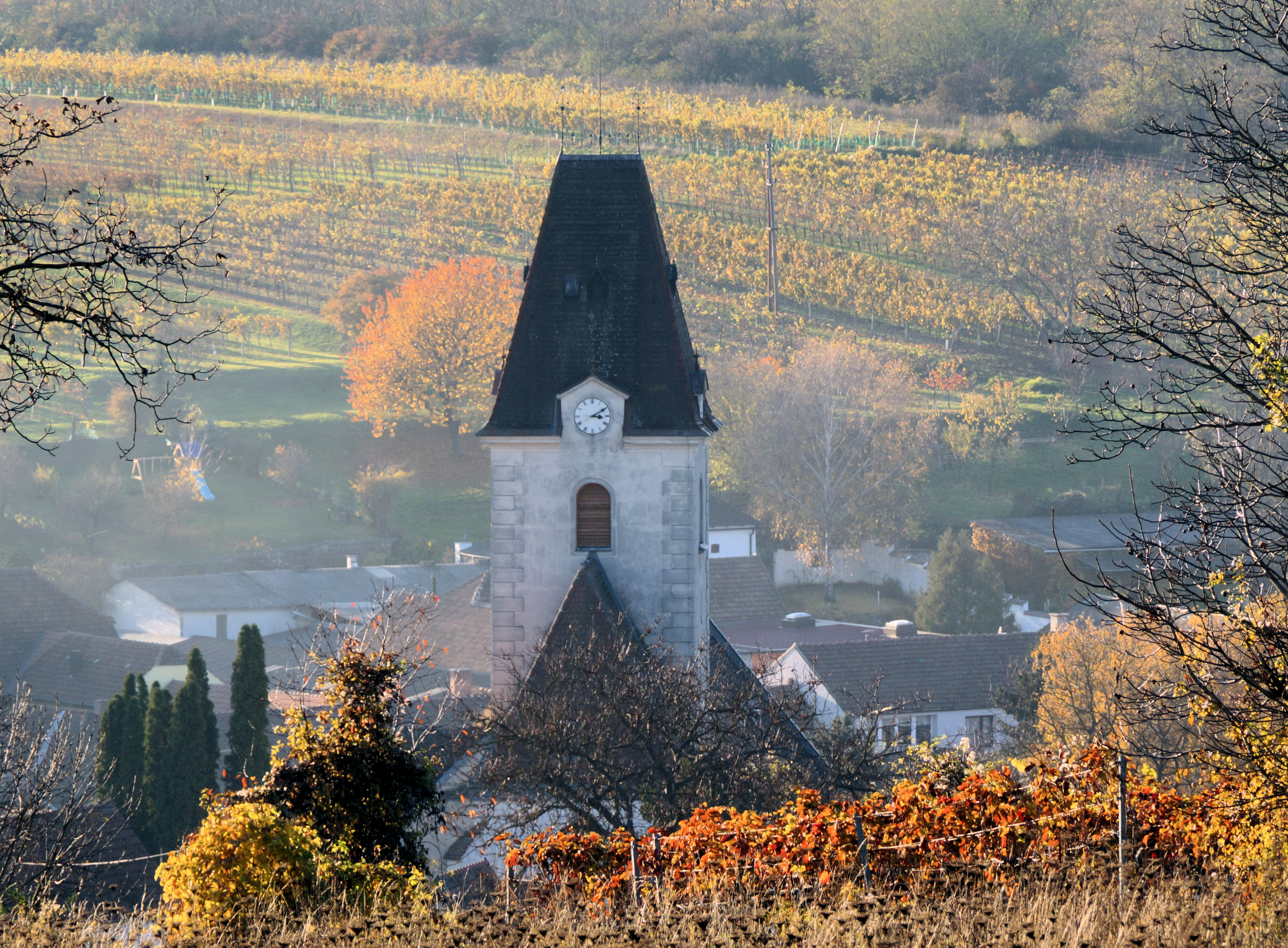
Vinice v okolí Ruppersthalu